# 欽瑟勒山

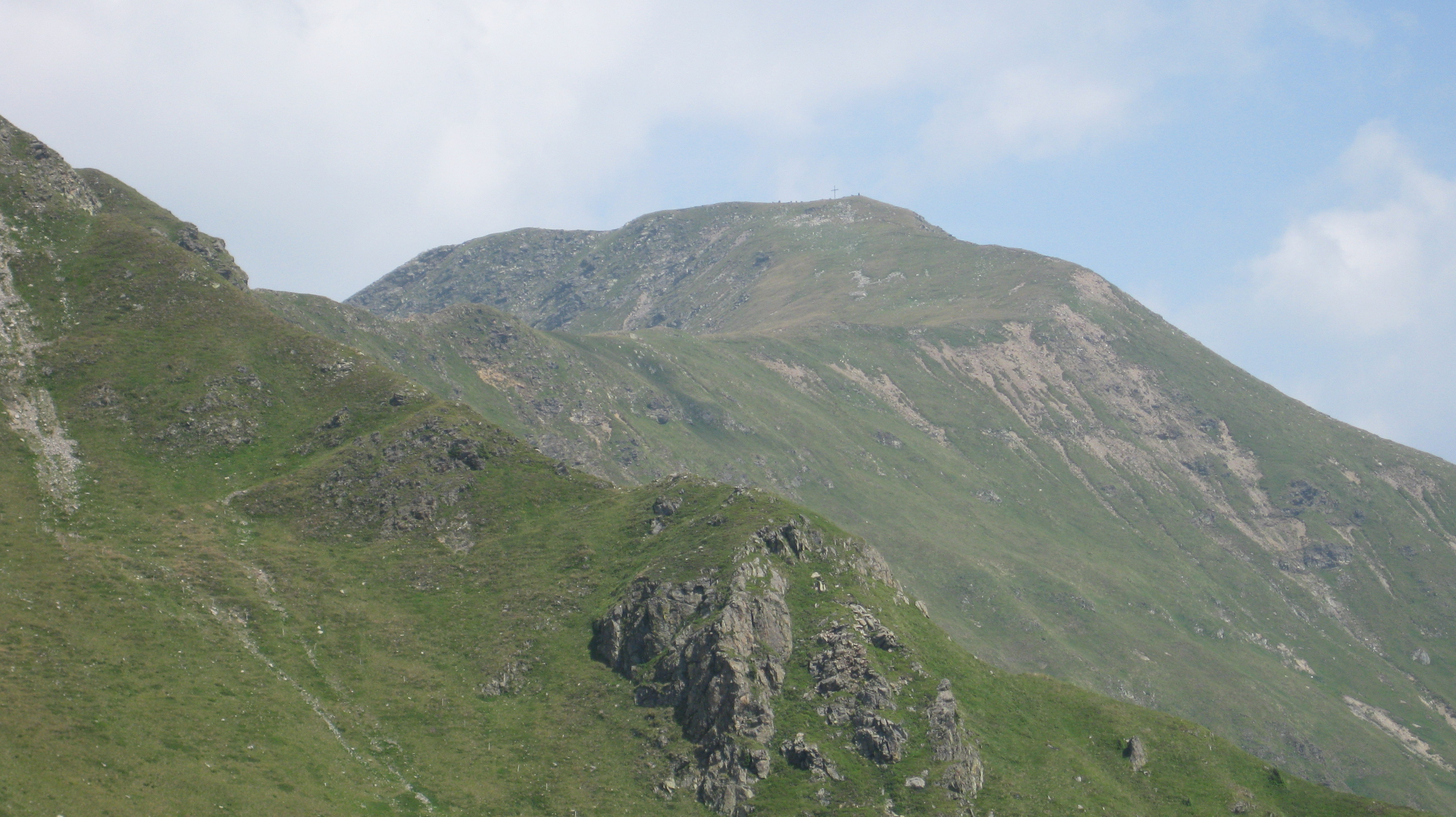

46°50′28″N 11°26′34″E / 46.84111°N 11.44278°E
欽瑟勒山（德語：Zinseler），是意大利的山峰，位於該國北部，由博爾扎諾-南蒂羅爾自治省負責管轄，屬於萨恩塔尔山脉的一部分，處於維皮泰諾附近，海拔高度2,422米。